# العلاقات الأذربيجانية الساموية
العلاقات الأذربيجانية الساموية هي العلاقات الثنائية التي تجمع بين أذربيجان وساموا.

## مقارنة بين البلدين
هذه مقارنة عامة ومرجعية للدولتين:
| وجه المقارنة                                              | أذربيجان        | ساموا                        |
| --------------------------------------------------------- | --------------- | ---------------------------- |
| المساحة (كم2)                                             | 86.60 ألف       | 2.84 ألف                     |
| عدد السكان (نسمة)                                         | 10.00 مليون     | 196.44 ألف                   |
| الكثافة السكانية (ن./كم²)                                 | 115.47          | 69.17                        |
| العاصمة                                                   | باكو            | أبيا                         |
| اللغة الرسمية                                             | اللغة الأذرية   | لغة إنجليزية، اللغة الساموية |
| العملة                                                    | مانات أذربيجاني | تالا ساموي                   |
| الناتج المحلي الإجمالي (بليون دولار)                      | 40.75 مليار     | 856.63 مليون                 |
| الناتج المحلي الإجمالي (تعادل القوة الشرائية) بليون دولار | 171.56 مليار    | 1.15 مليار                   |
| الناتج المحلي الإجمالي الاسمي للفرد دولار أمريكي          | 5.50 ألف        | 3.94 ألف                     |
| الناتج المحلي الإجمالي للفرد دولار أمريكي                 | 17.52 ألف       | 5.79 ألف                     |
| مؤشر التنمية البشرية                                      | 0.751           | 0.702                        |
| رمز المكالمات الدولي                                      | +994            | +685                         |
| رمز الإنترنت                                              | .az             | .ws                          |
| المنطقة الزمنية                                           | ت ع م+04:00     | ت ع م+13:00                  |

## منظمات دولية مشتركة
يشترك البلدان في عضوية مجموعة من المنظمات الدولية، منها:
| علم المنظمة | اسم المنظمة                               | تاريخ انضمام أذربيجان | تاريخ انضمام ساموا |
| ----------- | ----------------------------------------- | --------------------- | ------------------ |
|             | الاتحاد البريدي العالمي                   | ?                     | ?                  |
|             | بنك التنمية الآسيوي                       | 1999                  | 1966               |
|             | يونسكو                                    | 3 يونيو 1992          | 3 أبريل 1981       |
|             | البنك الدولي للإنشاء والتعمير             | 18 سبتمبر 1992        | 28 يونيو 1974      |
|             | وكالة ضمان الاستثمار متعدد الأطراف        | 23 سبتمبر 1992        | 27 سبتمبر 2002     |
|             | الاتحاد الدولي للاتصالات                  | 10 أبريل 1992         | 7 أكتوبر 1988      |
|             | منظمة الشرطة الجنائية الدولية             | ?                     | ?                  |
|             | مؤسسة التمويل الدولية                     | 11 أكتوبر 1995        | 28 يونيو 1974      |
|             | الأمم المتحدة                             | 2 مارس 1992           | 15 ديسمبر 1976     |
|             | مؤسسة التنمية الدولية                     | 31 مارس 1995          | 28 يونيو 1974      |
|             | منظمة حظر الأسلحة الكيميائية              | ?                     | ?                  |
|             | المركز الدولي لتسوية المنازعات الاستشارية | 18 أكتوبر 1992        | 25 مايو 1978       |

## وصلات خارجية
- موقع وزارة الخارجية الأذربيجانية